# Archetypy systemów
Archetypy systemów – struktury systemów, które wytwarzają charakterystyczne wzorce zachowań. Takie systemy, przedstawiane w formie pętli przyczynowości mają podobne struktury. Zidentyfikowanie archetypu systemu i znalezienie tzw. „dźwigni” umożliwia skuteczne zmiany w systemie. Podstawowe archetypy systemów zostały nazwane i opisane przez Petera Senge’a, w książce pt. Piąta dyscyplina (oryg. The Fifth Discipline).

## Pętle przyczynowości
Podstawą myślenia systemowego jest stwierdzenie, że każda akcja wywołuje reakcję. W dynamice systemu reakcja ta nazywana jest sprzężeniem zwrotnym. Istnieją dwa rodzaje informacji zwrotnej – wzmacniająca pętla sprzężenia zwrotnego i równoważąca pętla sprzężenia zwrotnego. Gdy sprzężenie zwrotne (lub reakcja) nie następuje natychmiast, mówimy, że proces zawiera opóźnienia. Dowolny system można narysować jako diagram złożony z pętli przyczynowości – obejmujących działania, sprzężenia zwrotne i opóźnienia.

## Wzmacniająca pętla sprzężenia zwrotnego (+)
Wzmacniająca pętla sprzężenia zwrotnego (lub wzmacniające sprzężenie zwrotne) przyspiesza dany trend procesu. Jeśli trend jest rosnący, wzmacniające (pozytywne) sprzężenie zwrotne przyspieszy wzrost. Jeśli trend jest spadkowy, przyspieszy to spadek. Zejście lawiny w górach jest przykładem procesu wzmacniającego sprzężenia zwrotnego.

## Równoważąca pętla sprzężenia zwrotnego (-)
Równoważąca pętla sprzężenia zwrotnego (lub równoważące sprzężenie zwrotne) działa, gdy istnieje jakikolwiek stan docelowy do którego dąży system. Proces równoważenia ma na celu zmniejszenie luki między stanem obecnym a stanem pożądanym. Równoważące (ujemne) sprzężenie zwrotne dostosowuje obecny stan do pożądanego celu, tak samo w przypadku trendu malejącego, jak i rosnącego. Przykładem procesu równoważenia sprzężenia zwrotnego jest utrzymywanie pozycji pionowej podczas jazdy na rowerze.

## Opóźnienia
W opisie systemów opóźnienia reprezentują czas, który mija pomiędzy określoną akcją oraz reakcją przez nią wywołaną. Postrzeganie opóźnień w systemach jest nieintuicyjne, przez co systemy je zawierające są zazwyczaj niepoprawnie rozumiane przez większość osób. Powoduje to niedoszacowanie lub przeszacowanie wymaganego działania i skutkuje oscylacją, niestabilnością, a nawet awarią.

## Przykłady archetypów systemów
Poniższe archetypy systemów opisują najczęściej spotykane struktury systemów. Aby poprawnie zrozumieć i operować na danym systemie, należy zidentyfikować leżący u jego podstaw wzorzec. Poniższy Diagram Przepływu został stworzony, aby pomóc w określeniu, z których archetypem mamy do czynienia.

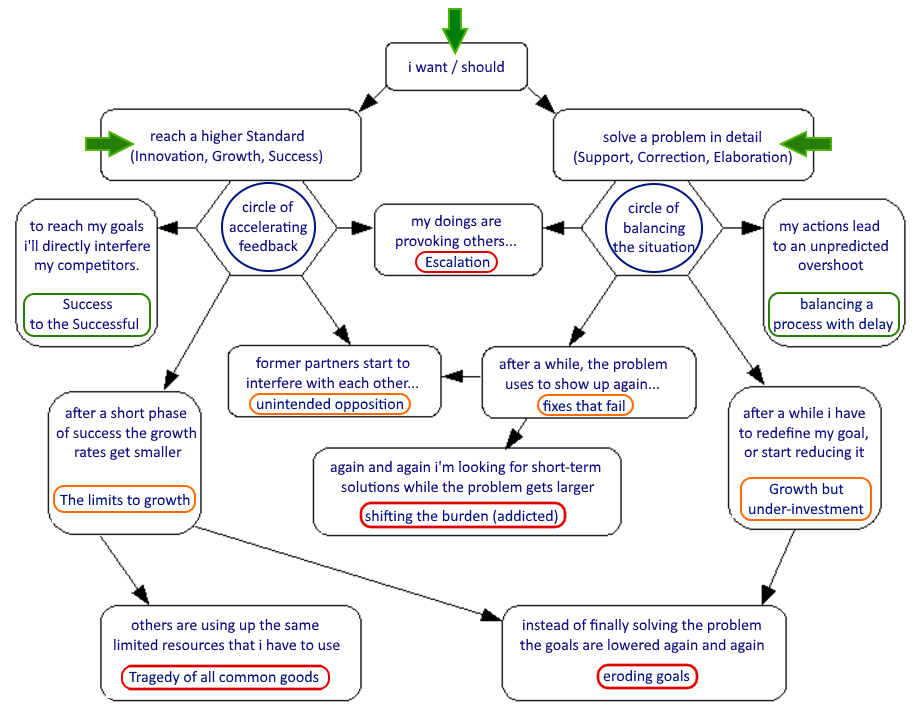
Schemat postępowania przy określaniu archetypu systemu

### Proces równoważący z opóźnieniem
Ten archetyp opisuje system, w którym reakcja na działanie jest opóźniona. Jeśli uczestnicy systemu nie dostrzegą opóźnionej informacji zwrotnej, mogą przesadzić lub nie docenić działań wymaganych do osiągnięcia założonych celów. Można tego uniknąć, wykazując się cierpliwością lub przyspieszając reakcje systemu na realizowane działania.
Przykład: łańcuch dostaw (Gra piwna)

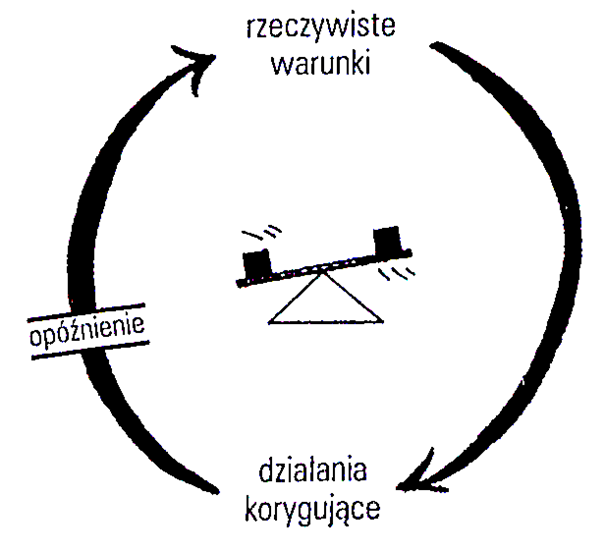
Diagram pętli przyczynowości „Proces równoważący z opóźnieniem”

### Granice wzrostu
Ten archetyp opisuje system, w którym występuje intensywny wzrost wytwarzany przez wzmacniający proces sprzężenia zwrotnego i trwa on dopóki system nie osiągnie szczytu. Zatrzymanie tego wzrostu jest spowodowane ograniczeniami wewnątrz lub na zewnątrz systemu. Jeśli ograniczenia wpływające na możliwość wzrostu nie są właściwie rozpoznane; poprzednie metody, mające na celu jego wzmacnianie, są nadal stosowane, ale z coraz większą intensywnością. Powoduje to stan odwrotny do pożądanego – pogorszeniem systemu. Rozwiązanie leży w osłabieniu lub wyeliminowaniu przyczyn ograniczenia, zamiast skupianiu się na katalizowaniu wzrostu.
Przykład: dieta, nauka języków obcych.

### Przenoszenie ciężaru
Istotą tego archetypu jest, że problem rozwiązuje się prostym rozwiązaniem o natychmiastowym działaniu, tym samym „lecząc objawy”. Pierwotne źródło problemu jest pomijane, ponieważ jego rozwiązanie jest trudne i wymaga czasu. Działanie w przypadku tego archetypu powinno się skupić na zidentyfikowaniu i rozwiązaniu problemu, niezależnie od perspektywy czasowej.
Przykład: uzależnienie od narkotyków, spłacanie długów poprzez pożyczanie.

### Przenoszenie ciężaru na interweniującego
Jest to specjalny przypadek archetypu Przenoszenie ciężaru, który pojawia się, gdy do systemu wprowadzany jest uczestnik interweniujący, w celu rozwiązania trwającego problemu. Z biegiem czasu, gdy interweniujący skutecznie radzi sobie z problemem, ludzie będący częścią systemu stają się coraz mniej zdolni do samodzielnego funkcjonowania. Stają się jeszcze bardziej zależni od interweniującego.
Przykłady: korzystanie z konsultantów zewnętrznych.

### Erozja celów
W przypadku tego archetypu, który bazuje na „Przenoszeniu ciężaru”, mamy do czynienia z chwilowym rozwiązaniem problemu poprzez ograniczenie celu systemu.
Przykład: równoważenie długu publicznego, przesuwanie granic zanieczyszczenia środowiska.

### Eskalacja
Ten archetyp można postrzegać jako grę niekooperacyjną, w której obaj gracze zakładają, że tylko jeden z nich może wygrać. Reagują oni na działania drugiego gracza w celu „obrony samych siebie”. Agresja narasta i może skutkować zachowaniami autodestrukcyjnymi. Najlepszym wyjściem z tego typu sytuacji jest przerwanie tego błędnego koła przez jednego z uczestników, który zatrzyma się, by zareagować defensywnie i zmienić charakter gry na kooperacyjny.
Przykład: wyścig zbrojeń.

### Sukces dla odnoszących sukcesy
Dwie osoby lub działania wymagają tych samych ograniczonych zasobów. W miarę jak jeden z nich odniesie większy sukces, przypisywanych jest mu więcej zasobów. Ta druga osoba staje się coraz mniej skuteczna ze względu na brak środków i „potwierdza słuszność decyzji” wspierania tej pierwszej. W efekcie mamy dwie wzmacniające pętle sprzężenia zwrotnego, które prowadzą do rosnącej dysproporcji między uczestnikami. Problemy pojawiają się, gdy konkurencja jest niezdrowa i koliduje z celami całego systemu. Aby przeciwdziałać negatywnym skutkom tego archetypu działania obu stron, jak i sami uczestnicy mogą zostać rozdzieleni lub powinni otrzymać zrównoważoną ilość zasobów.
Przykłady: rywalizacja między dwoma produktami jednej firmy, praca vs. rodzina.

### Tragedia dóbr wspólnych (inaczej tragedia wspólnego pastwiska)
Uczestnicy systemu używają wspólnych, ograniczonych zasobów, aby osiągać indywidualne zyski. Ponieważ wykorzystanie zasobów nie jest kontrolowane, każdy uczestnik dąży do stałego zwiększania swoich korzyści. Zasób jest zatem coraz bardziej wykorzystywany, a przychody uczestników maleją. W efekcie, uczestnicy dalej zwiększają eksploatację do momentu całkowitego zużycia lub poważnego uszkodzenia zasobu. Aby chronić wspólne zasoby, należy wprowadzić jakąś formę regulacji.
Przykład: stada ryb poddane połowom.

### Nieudane rozwiązania
W przypadku tego archetypu, problem jest rozwiązywany przez jakąś poprawkę (konkretne rozwiązanie) z natychmiastowym pozytywnym skutkiem. Niemniej „skutki uboczne” tego rozwiązania wychodzą na światło dnia dopiero po pewnym czasie, wywołując pierwotny problem.
Przykład: oszczędność kosztów utrzymania, spłacanie odsetek innymi pożyczkami (z innymi odsetkami).

### Wzrost i niedoinwestowanie
W przypadku tego archetypu, wzrost ograniczony jest przez obecne możliwości produkcyjne. To ograniczenie można usunąć poprzez wystarczające inwestycje w nowe zdolności. Jeśli podjęte inwestycje nie są wystarczająco agresywne (lub są zbyt niskie), obecne moce produkcyjne stają się przeciążone, przez co spada jakość usług i maleje popyt. Ten archetyp jest szczególnie ważny w planowaniu wydajności, np. w zakładzie produkcyjnym.
Przykład: mała, ale rozwijająca się firma.